# Wilhelm Klatte
Wilhelm Klatte   (Bremen, 13 de febrer de 1870 - Berlín, 12 de setembre de 1930) fou un teòric, pedagog, periodista i director d'orquestra alemany.
Nascut a Bremen, després d'estudiar música a Leipzig, Klatte va començar la seva carrera professional com a músic primer al "Deutsches Nationaltheater und Staatskapelle Weimar" amb Richard Strauss. Durant aquest temps també va exercir de director de direcció en diverses ocasions. El 1897 es va convertir en el primer consultor musical del "Berliner Lokal-Anzeiger". Des de 1904 Klatte també va ensenyar teoria musical al conservatori Stern de Berlín, on va ser nomenat professor el 1919 i on entre els seus alumnes comptà entre d'altres amb Eta Harich-Schneider, amb Heinz Tiessen. Des de 1925 també va ocupar un lloc docent de teoria al "Königliches Musik-Institut Berlin".
Klatte també va ocupar diversos càrrecs honoraris. Fou membre del consell d'administració de l'"Allgemeiner Deutscher Musikverein" (des de 1909) i representant de les arts musicals a la "Vorläufiger Reichswirtschaftsrat" (des de 1925).
Klatte va morir a Berlín als 60 anys.

## Obra
- Zur Geschichte der Programm-Musik,[2] 1905
- Franz Schubert, 1907
- Aufgaben für den einfachen Kontrapunkt,[3] 1915
- Grundlagen des mehrstimmigen Satzes (Harmonielehre,[4] 1922
- Das Sternsche Konservatorium der Musik zu Berlin,[5] 1925